# William Walton
Sir William Walton, OM, teljes nevén Sir William Turner Walton (Oldham, Egyesült Királyság, 1902. március 29. – 1983. március 8. Ischia, Olaszország) 20. századi angol zeneszerző. Korai művei a Vaughan Williams és Benjamin Britten közötti nemzedék legismertebb angol zeneszerzőjévé tették. Fiatal korában inkább atonális, később újszerű romantika felé hajló zeneszerző, aki hatvanévnyi pályája során számos műfajban és stílusban komponált a filmzenétől az operáig. William Walton főleg zenekari műveiről ismert, legismertebb kompozíciói közé talán I. szimfóniája, Belsazar lakomája (Belshazzar's Feast) oratóriuma, Hegedűversenye és Brácsaversenye tartoznak.

## Életútja
Walton az angliai Oldhamban zenészcsaládba született, hegedűt és zongorát tanult, majd tízéves korától az oxfordi Christ Church Cathedral School növendéke lett, egyetemi tanulmányait az Oxfordi Egyetemen (Christ Church) folytatta. Első figyelmet keltő kompozíciója zongorás kvartettje volt tizenhat éves korában, ugyanakkor komolyabb zeneszerzés-tanulmányokat nem folytatott.
Oxfordi évei alatt Hugh Allen növendéke volt; itt találkozott a Sitwell testvérekkel, akik a baráti kapcsolat mellett élete következő évtizedében patronálták. A testvérpár nemcsak anyagi támogatást nyújtott, hanem kulturális képzéséről is gondoskodott. Bár patronálásuk során ebben az időben zenei tanácsokat kap Ernest Ansermet és Ferruccio Busoni mellett, zeneszerzőként mégis inkább autodidaktának tekinthető. Az Orosz Balett előadásait látogatva ismerte meg Igor Stravinskyt majd Gershwinnel köt ismeretséget, ezt követően az új bécsi iskola tagjaival, Alban Berggel és Arnold Schönberggel is. Walton első vonósnégyese, dodekafon kompozíciója, az új bécsi iskola hatása alatt született, melyet 1923-ban Salzburgban mutattak be.

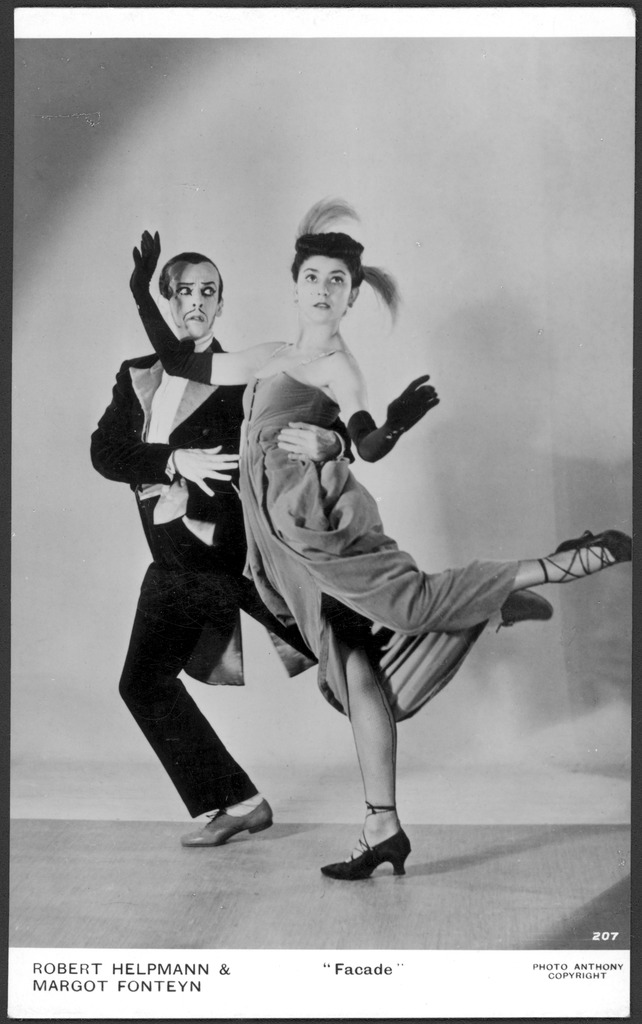
Első jelentős művéből, a Façade-ból készült balett

Ezt követően indult el angliai karrierje: Londonban 1923-ban adták elő a Waltont patronáló Sitwell testvérpár nővérének, Edith Sitwell verseire írt Façade avantgárd műnek számító kompozícióját, melyet a kritika elég ellentmondásosan fogadott. Az előadáson Walton vezényelt egy kisebb, hat főből álló kamaraegyüttest; a verseket a színfalak mögül megafonon keresztül maga a költőnő, Edith Sitwell recitálta. Ettől kezdődően Walton már számos zenekari művet szerez, a Portsmouth Point nyitányt, a Siestá-t, a Sinfonia Concertantét, majd eredetileg Thomas Beecham ötletére a brácsavirtuóz, Lionel Tertis számára komponálta újszerű romantikus Brácsaversenyét, de a mű bemutatásától Lionel Tertis elzárkózott, így a nagy sikert aratott mű 1929-es premierjének szólistája Paul Hindemith volt. A BBC felkérésére komponálta másik sikeres művét, a Belshazzar’s Feast oratóriumot, és már mint az angol zenei élet jelentős zeneszerzője írta I. szimfóniáját. A nagy sikerű művet 1935-ben fejezte be; a bemutatón a BBC Szimfonikus Zenekar játszott, majd Anglián kívül is előadták, Wilhelm Furtwängler és Willem Mengelberg vezényletével, majd az USA-ban a Chicagói Szimfonikus Zenekar mutatta be, ezután a New York-i premieren Ormándy Jenő vezényelte a Philadelphia Zenekart.
1937-ben jelentős megbízásként VI. György koronázási ünnepségére komponálta a Crown Imperial-t, koronázási indulóját, a közönség nagy tetszése kísérte, ugyanakkor a Waltont „avantgárd” szerzőként ismerők némi csodálkozással fogadták az Elgar hatását magán viselő művét. Majd számos filmzenét is írt; Jasha Heifetz felkérésére szerezte romantikus hangvételű Hegedűversenyét, melynek premierje 1939-ben Cleveland-ben volt, ugyanakkor Heifetz két évig kizárólagos jogot szerzett a mű előadására, így Angliában csak 1941-ben adták elő a művet. Már Amerikában is ismert zeneszerzőként 1941-ben mutatták be a Scapino nyitányát, melyet a Chicagói Szimfonikus Zenekar fennállásának 50. évfordulójára komponált.
A II. világháború alatt felmentették a katonai szolgálat alól, ugyanakkor a brit hadsereghez tartozó Army Film Unit keretén belül készült filmekhez komponál kísérőzenét. A háború után 1947-ben mutatják be II. a-moll vonósnégyesét, majd a BBC felkérte egy opera komponálására, így született meg Chaucer Troilus és Cressida színműve alapján több éven át írt és 1954-ben bemutatott Troilus és Cressida című operája.
1956-tól élete további részét az olaszországi Ischiában tölti, változatlanul ír filmzenét is, Laurence Olivier címszereplésével készült III. Richárd filmzenéjét Walton komponálta, ugyanakkor Csellóversenyt írt Piatigorsky számára, megírta II. szimfóniáját, valamint Variációk egy Hindemith-témára c. művét. Élete különböző korszakaiban számos korábbi darabját átdolgozta, így korai művének, a Façade-nak két szvit- és egy balettváltozata is született.
Walton hetvenedik születésnapja alkalmával rendezett ünnepségek során mutatták be a Jubilate Deo című művét, és Walton tiszteletére Edward Heath angol miniszterelnök is vacsorát adott a Downing Street 10-ben, melyen Waltonon kívül a királyi család tagjai is meghívottak voltak.
William Walton 1983-ban hunyt el Olaszországban; hamvait Ischia-ban helyezték el. A Westminster Abbey-ben tartott búcsúztatója után emléktáblát avattak fel a Westminster Abbey-ben közel Elgar, Vaughan Williams és Britten emléktáblájához.

## Díjai
Royal Philharmonic Society Arany-medálját adományozták 1947-ben Waltonnak, 1951-ben lovagi címet kapott, 1967-ben az Order of Merit cím birtokosa lett, 1978-ban pedig az Amerikai Művészeti Akadémia (American Academy and Institute of Arts and Letters) tagjává választották.

## Lemezei
Még a 78-as fordulatszámú lemezek idejében kezdték műveit lemezre venni, amikor egyáltalán nem volt szokás kortárs művek rögzítése, Walton műveit mégis szívesen rögzítették a lemeztársaságok. Az 1929-ben az újonnan alapított Decca Records a Façade tizenegy tételét rögzítette; a lemezen hallható kamaraegyüttest Walton vezényelte, Edith Sitwell és Constant Lambert is szerepel a felvételen. Az 1930-as években Walton két jelentős művét rögzítették lemezre, először az I. szimfóniáját a Londoni Szimfonikus Zenekart Hamilton Harty vezényelte, majd a Brácsaversenyét Frederick Riddle közreműködésével Walton vezénylete mellett. Az 1940-es években Walton az EMI-vel készített felvételeket, Walter Legge, az EMI producere szervezésében húsz év alatt összes jelentős művét lemezre vették.
Walton bár vonakodva, de számos EMI-felvételen maga vezényelt, az I. szimfóniájának stúdió felvételét, a Brácsaversenyét, a Sinfonia Concertanté-t, a Façade szvit változatát, a Partita-t a Belshazzar’s Feast, valamint megfilmesített Shakespeare-drámák és a The First of the Few  filmzenéit is Walton vezényelte, ezenkívül számos élő koncertjét rögzítették lemezre, majd CD-n adták közre, köztük a Csellóversenyét és a Coronation Te Deum-ot.
Az EMI az 1990-es években Walton főbb műveiből egy sorozatot adott ki CD-n, majd a Chandos Records-nál készített összes felvételét 2010-re adták CD-n közre. Legismertebb műveit számos országban rögzítették lemezre, a legtöbb felvételt megélt művei a Belshazzar’s Feast oratórium, a Brácsaversenye és a Hegedűversenye, valamint az I. szimfóniája, mely Hamilton Harty angol zeneszerző-karmester 1936-os első felvétele óta több mint húsz felvételt élt meg.

## Galéria

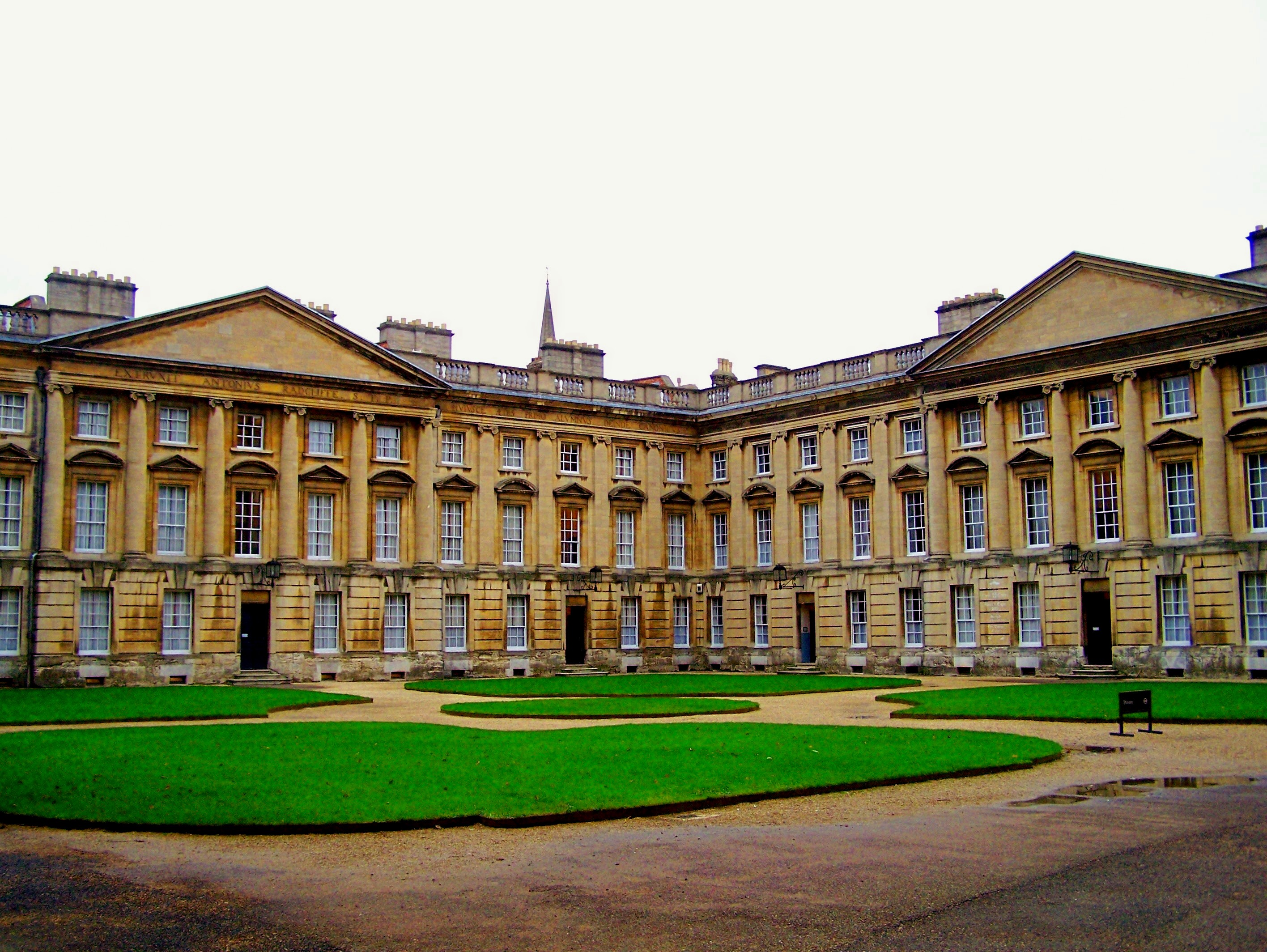
Christ Church (Oxford), Walton egyetemi éveinek helyszíne
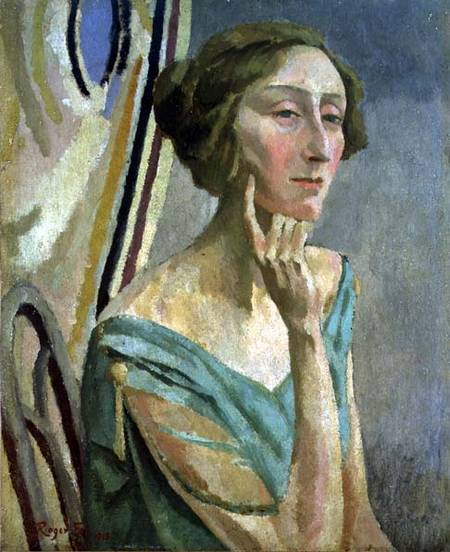
Edith Sitwell (1915), Walton patrónusa
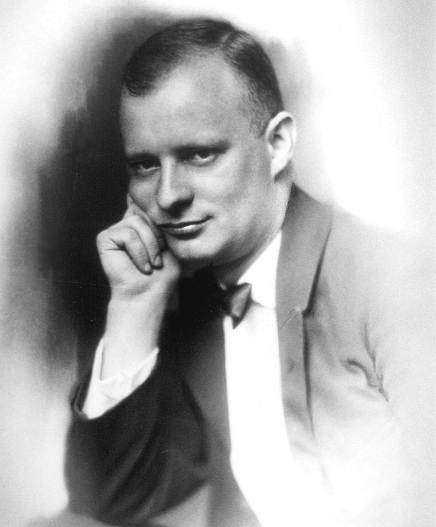
Brácsaversenye bemutatójának szólistája Paul Hindemith volt (fotója 1923-ból)
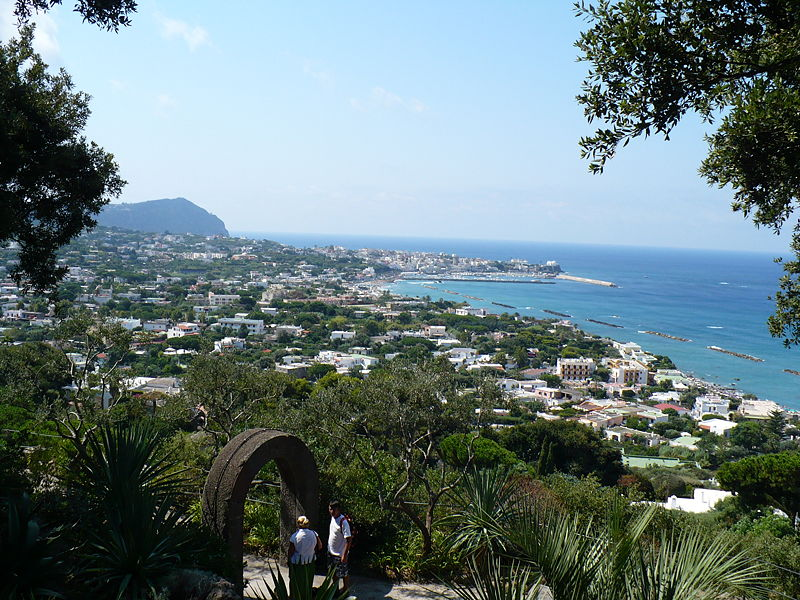
Kilátás Walton Ischia-ban (Olaszország) lévő házából

## Média
- William Walton: Façade – Edith Sitwell és Peter Pears, vez.: Walton (1953-as felvétel)
- William Walton: Szimfónia no. 1., vez.: William Walton (1951-es felvétel)
- William Walton: Belshazzar’s Feast oratóriuma, BBC Szimfonikus Zenekar, Sir Andrew Davis (1994-es felvétel)
- William Walton: Brácsaverseny, Frederick Riddle – brácsa, vez.: William Walton (1937-es felvétel)

## Művei (válogatás)
| Színpadi, zenekari, versenyművek, kamarazene, vokális kompozíciók és filmzenéi |
| --- |
| - Troilus and Cressida (1950–1954; UA 1954; 1975–1976-ban átdolgozta), librettó: Christopher Hassall (1912–1963) - The Bear. Extravaganza (1965–1967; UA 1967), Librettó: Paul Dehn - The Wise Virgins (1940; J. S. Bachs műveiből készült átirat) - The Quest (1943) - Façade balett változata - Façade szvit no. 1 (1921–1926) - Façade szvit no. 2 (1921–1926, 1938-ban áthangszerelte) - Szimfónia no. 1. b-moll (1932–1935) - Szimfónia no. 2. (1959–1960) - Portsmouth Point, nyitány (1925) - Siesta, kamarazenekarra (1926) - Crown Imperial, Coronation March (1937) - Music for Children (1940) - Scapino. Comedy, nyitány (1940) - Spitfire Prelude and Fugue (1942) a The First of the Few c. film zenéjéből - Orb and Sceptre, Coronation March (1953) - Johannesburg Festival Overture (1956) - Partita (1957) - Variations on a Theme by Hindemith (1962–1963) - Capriccio burlesco (1968) - Improvisations on an Impromptu of Benjamin Britten (1969) - Sonata (1971–1972) (a-moll vonósnégyes átirata) - Sinfonia concertante, zenekarra és zongorára (1926–1927; 1943-ban átdolgozta) - Brácsaverseny (1928–1929; 1961-ben átdolgozta) - Hegedűverseny (1938–1939) - Csellóverseny (1956) - Zongorás kvartett (1918–1919; 1921-ben átdolgozta) - Duets for Children, zongorára (1940) - Vonósnégyes no. 1. (1920–1922), átdolg. Christopher Palmer - Vonósnégyes no. 2. a-moll (1945–1947) - Hegedűszonáta (1949) - 2 Hegedű-zongora darab (1949–1950) - 5 Bagatellen, gitárra (1972) - Façade, Edith Sitwell verseire (1923) - Belsazar lakomája, oratórium baritonra, kórusra és zenekarra (1930–1931) - In Honour of the City of London, kórusra és zenekarra (1937) - Coronation Te Deum, kórusra, zenekarra és orgonára (1952–1953) - Gloria, alt, tenor, bariton, kórus és zenekar (1961) - The Twelve, kórusra és zenekarra (1965) - Missa brevis, kórusra, orgonára és zenekarra (1966) - Jubilate Deo, kórusra és orgonára (1972) - Magnificat and Nunc Dimittis, kórusra és orgonára (?) - A Litany (1916) - Make we joy now in this fest (1931) - Set me as a seal upon thine heart (1938) - Where does the uttered music go? (1946) - What cheer (1961) - All this time (1970) - Cantico del sole (1974) - King Herod an the Cock (1977) - Escape Me Never (1935) - As you like it (1936) - Dreaming Lips (1937) - A szerelem tolvaja (Stolen Life) (1938) - Major Barbara (1941) - Next of Kin (1941) - The Foreman went to France (1942) - The First of the Few (1942) - Went the Day Well? (1942) - V. Heinrich (1943–1944) - Hamlet (1947) - III. Richard (1955) - The Battle of Britain (1969) - The Three Sisters (1970) |

## Fordítás
Ez a szócikk részben vagy egészben  a    William Walton című angol Wikipédia-szócikk ezen változatának fordításán alapul.  Az eredeti cikk szerkesztőit annak laptörténete sorolja fel. Ez a jelzés csupán a megfogalmazás eredetét és a szerzői jogokat jelzi, nem szolgál a cikkben szereplő információk forrásmegjelöléseként.